# Corte suprema del Minnesota

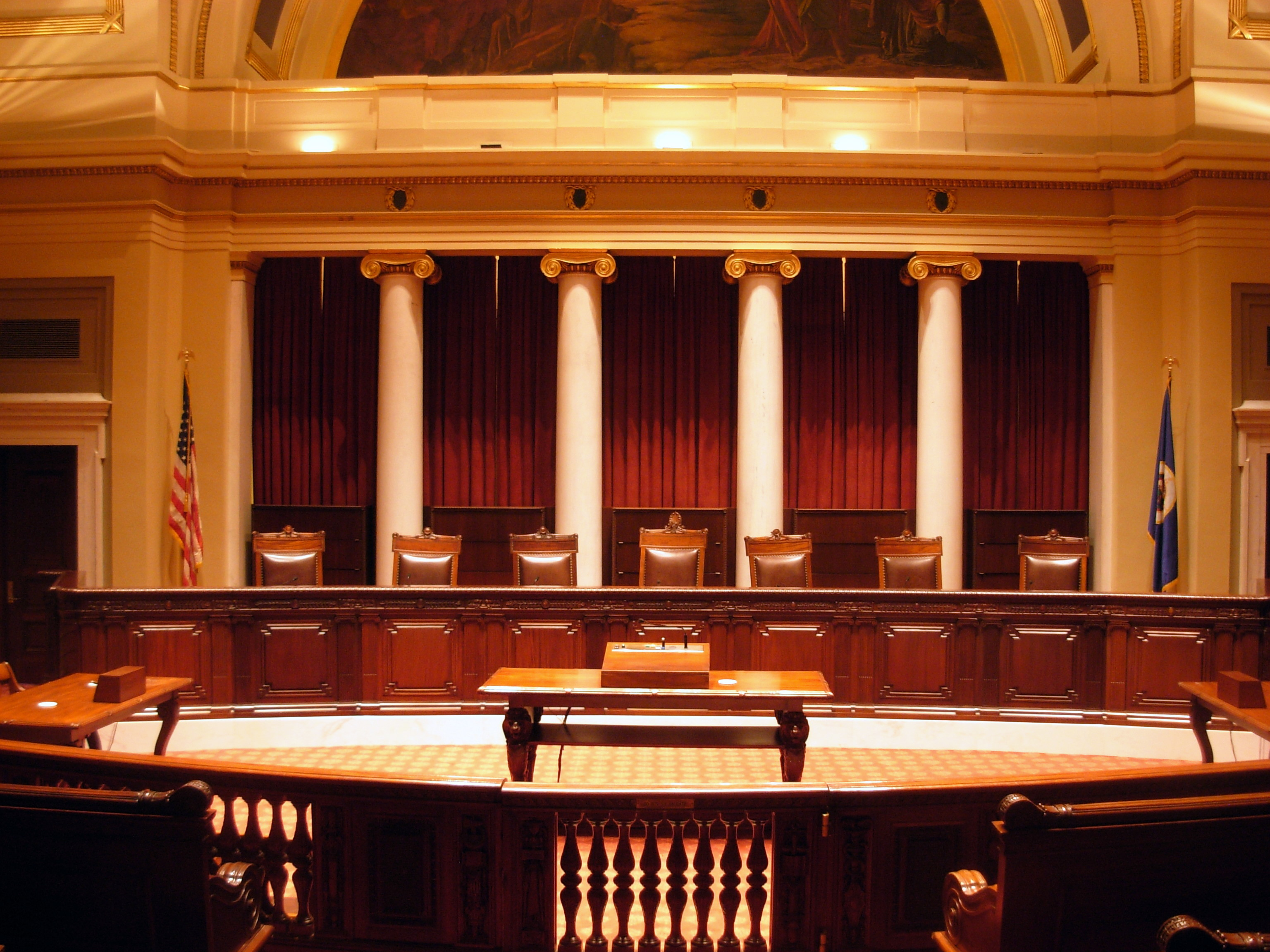
La camera della Corte suprema al Campidoglio del Minnesota

La Corte suprema del Minnesota è il tribunale più importante nello stato americano del Minnesota e si compone di sette membri.
La corte venne per la prima volta riunita nel 1849, all'epoca era composta da tre giudici e il Minnesota non era ancora uno stato ma un territorio. I primi membri erano avvocati che non provenivano dalla regione e vennero nominati dal presidente Zachary Taylor. Il sistema giudiziario fu riordinato nel 1858, quando il Minnesota divenne uno stato. I giudici vengono eletti e rimangono in carica per sei anni a meno che non si verifichi un'assenza di medio termine, in questi casi il governatore effettua una sostituzione per completare il mandato.
I giudici hanno l'obbligo di pensionamento a 70 anni. 

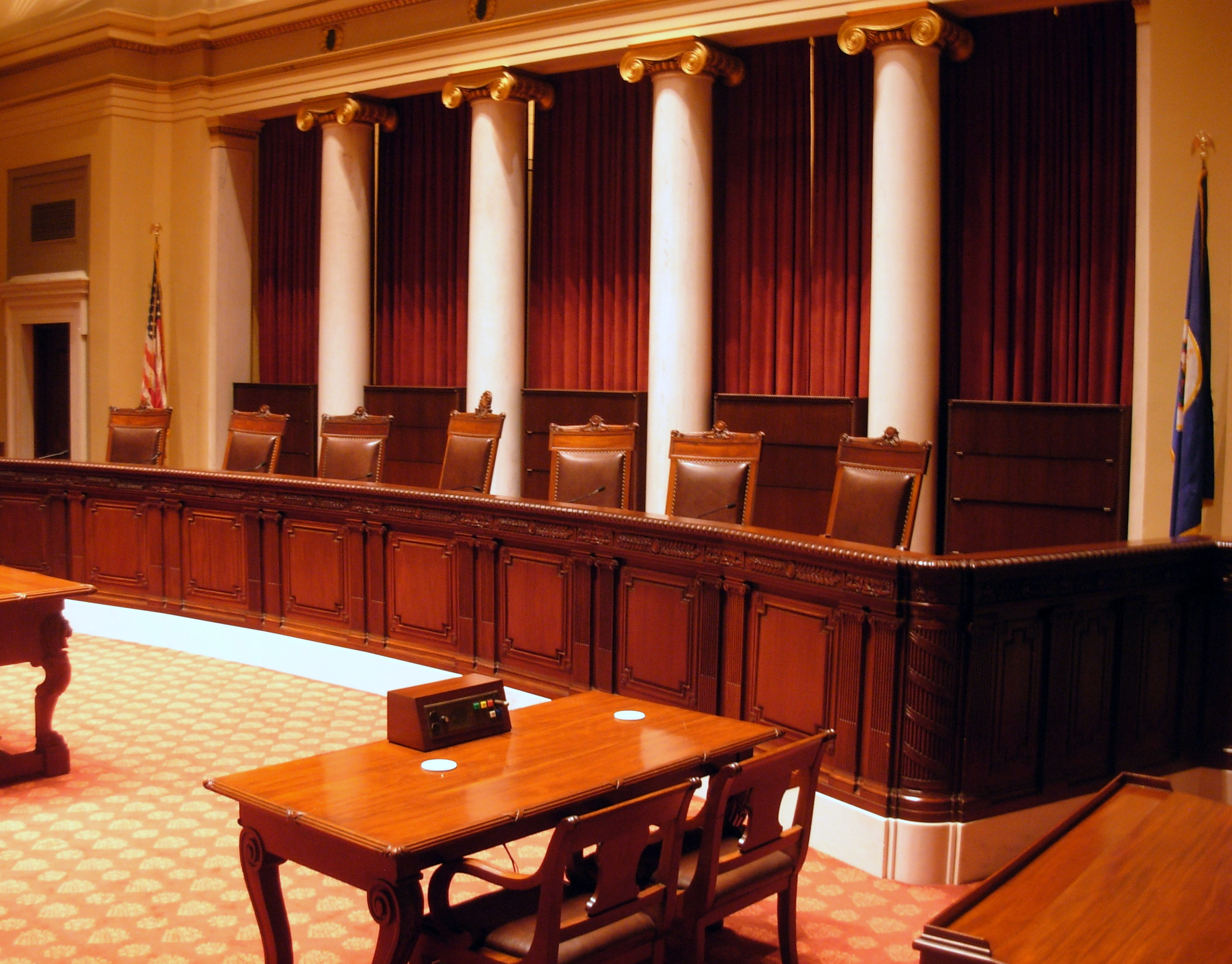
La camera della Corte Suprema vista di lato

Nel 1992, l'ex giocatore dei Minnesota Vikings e Pro Football Hall of Famer Alan Page fu eletto giudice e fu giurato nel gennaio del 1993.
Gli appelli provenienti dai distretti del Minnesota andavano direttamente alla Corte suprema fino a quando non fu creata la Corte d'appello del Minnesota, una corte d'appello che si occupa della maggior parte di questi casi. La Corte si occupa ora di circa 900 ricorsi all'anno e il giudice accetta il riesame in un 1 caso su otto. Prima della creazione della Corte d'appello il numero di ricorsi trattati dalla Corte suprema del Minnesota ammontavano a circa 1800. Alcuni tipi di ricorsi però possono andare direttamente alla Corte suprema, come quelli riguardanti le tasse, gli omicidi di primo grado e i risarcimenti dei lavoratori. Il giudice ascolta i casi giudiziari nella camera della Corte suprema sita nel Campidoglio del Minnesota oppure nella vicina Camera giudiziaria del Minnesota.